# بطولة تونس للكرة الطائرة للرجال 1980-1981
بطولة تونس للكرة الطائرة للرجال 1980-1981 هو الموسم رقم 26 من بطولة تونس للكرة الطائرة للرجال.

فاز بهذا الموسم النادي الأفريقي.

## روابط خارجية
- الموقع الرسمي للجامعة التونسية للكرة الطائرة.